# Баклін (Міссурі)
Баклін (англ. Bucklin) — місто (англ. city) в США, в окрузі Лінн штату Міссурі. Населення — 413 особи (2020).

## Географія
Баклін розташований за координатами 39°47′2″ пн. ш. 92°53′17″ зх. д. / 39.78389° пн. ш. 92.88806° зх. д. (39.784024, -92.888132).  За даними Бюро перепису населення США в 2010 році місто мало площу 3,06 км², з яких 3,06 км² — суходіл та 0,00 км² — водойми.

## Демографія
Згідно з переписом 2010 року, у місті мешкало 467 осіб у 228 домогосподарствах у складі 132 родин. Густота населення становила 153 особи/км².  Було 271 помешкання (89/км²).
Расовий склад населення:
| - 99,4 % — білих - 0,2 % — корінних американців |

До двох чи більше рас належало 0,4 %. Частка іспаномовних становила 1,9 % від усіх жителів.
За віковим діапазоном населення розподілялося таким чином: 18,2 % — особи молодші 18 років, 57,8 % — особи у віці 18—64 років, 24,0 % — особи у віці 65 років та старші. Медіана віку мешканця становила 48,8 року. На 100 осіб жіночої статі у місті припадало 99,6 чоловіків;  на 100 жінок у віці від 18 років та старших — 97,9 чоловіків також старших 18 років.
Середній дохід на одне домашнє господарство  становив 44 559 доларів США (медіана — 37 500), а середній дохід на одну сім'ю — 50 251 долар (медіана — 45 000). Медіана доходів становила 35 500 доларів для чоловіків та 25 833 долари для жінок. За межею бідності перебувало 21,3 % осіб, у тому числі 51,9 % дітей у віці до 18 років та 7,8 % осіб у віці 65 років та старших.
Цивільне працевлаштоване населення становило 188 осіб. Основні галузі зайнятості: освіта, охорона здоров'я та соціальна допомога — 23,4 %, виробництво — 19,7 %, інформація — 16,0 %, роздрібна торгівля — 12,8 %.